# Graphics Interchange Format
GIF (ang. Graphics Interchange Format) – format pliku graficznego z kompresją bezstratną (opis niżej), stworzony w 1987 roku przez firmę CompuServe. Pliki tego typu są powszechnie używane na stronach WWW, gdyż pozwalają na tworzenie prostych animacji ze zdefiniowanym kolorem tła jako przezroczystym i określonym opóźnieniem przy odtwarzaniu poszczególnych klatek animacji.

Podział obrazu na bloki pozwolił uzyskać 1859 kolorów

Panuje powszechne przekonanie, iż format GIF pozwala jedynie na użycie do 256 kolorów w jednym pliku obrazu, jednak w rzeczywistości odnosi się to do liczby kolorów mogących występować w pojedynczym bloku obrazu, a nie w całym pliku zawierającym obraz. Dlatego też, używając większej liczby bloków, możliwe jest zastosowanie formatu GIF do przechowywania na przykład fotografii bez utraty jakości / liczby kolorów. Przekonanie o ww. ograniczeniu najprawdopodobniej wynika z tego, że ogromna większość programów do obróbki grafiki rastrowej potrafi obsługiwać jedynie jeden blok na cały obraz (a ówczesny sprzęt potrafił wyświetlać właśnie maksymalnie 256 kolorów na ekranie) albo błędnie interpretuje wiele bloków jako poszczególne klatki animowanego GIF-a. Ograniczenie to wynika więc z niepełnej obsługi formatu, a nie z ograniczeń istniejących w nim samym. W pliku GIF, zawierającym kilka bloków obrazu, każdy z nich może zawierać 256 kolorów albo 255 kolorów i jeden kolor „przezroczysty”.

Prosty obraz GIF złożony z 3 różnych obrazów odtwarzanych po sobie

GIF z działaniem zamka błyskawicznego

Ze względu na to, iż do kompresji w formacie GIF może być używany algorytm LZW, na którym ciążą patenty w kilku krajach świata, w 1995 został opracowany konkurencyjny format PNG używający do kompresji algorytmu deflate.
Według organizacji Software Freedom Law Center 1 października 2006 wygasły wszystkie ograniczenia patentowe dotyczące formatu GIF i format ten można uznać za uwolniony.